# Johan Tritheim
Johan Tritheim (latiniserat Johannes Trithemius), född den 1 februari 1462 i Trittenheim, död den 13 december 1516 i Würzburg. Han studerade i Heidelberg och 1483 blev han abbot i benediktinerklostret Sponheim i Sponheim i Tyskland. 1506 lämnade han Sponheim efter en konflikt med bröderna i klostret som beskyllde honom för att sprida farliga irrläror. Han själv menade att han blivit grovt missförstådd. Han blev i stället abbot i St. Jacobs kloster i Würzburg, där han stannade fram till sin död.
Tritheim är mest känd för sina böcker om kryptografi, metoder för förbättring av minnet, samt magi. Den sistnämnda konsten ansåg han vara helt i enlighet med kristendomen eftersom han kort och gott definierade ordet magi som "visdom". Tritheims idéer är ett slags fusion mellan hermetisk filosofi, kristendom och kabbala, och fick betydelse för till exempel Cornelius Agrippa.
Bland Tritheims utgivna skrifter är kanske Steganographia från 1499 viktigast. Detta verk i tre böcker beskriver hur hemliga meddelanden kan skickas över stora avstånd med hjälp av änglar. På ytan är verket en ockult skrift, men troligen är det egentligen, tillsammans med Polygraphia från 1508, ett väl utarbetat kryptografiskt system - de många bönerna och märkliga änglanamnen finns med för att göra det hela mer enigmatiskt. Bland hans chiffer finns det ett som fått bära hans namn, Tritheims chiffer, ett tabula recta-chiffer.